# Nepalesische Bartfledermaus
Die Nepalesische Bartfledermaus (Myotis nipalensis), auch Asiatische Bartfledermaus genannt, ist eine Art der Mausohren (Myotis) innerhalb der Fledermäuse (Chiroptera). Sie kommt vom Iran über weite Teile Asiens bis nach Russland und die Volksrepublik China vor.

## Merkmale
Die Nepalesische Bartfledermaus ist eine kleine Fledermausart. Sie erreicht eine Kopf-Rumpf-Länge von 38 bis 47 Millimetern und eine Schwanzlänge von 32 bis 40 Millimetern. Die Hinterfüße haben eine Länge von 7 bis 8 Millimetern. Die Ohren messen 12 bis 14 Millimeter, sie sind vergleichsweise klein mit einem langen und schmalen Tragus, der etwa halb so lang wie das Ohr ist. Das Fell ist am Rücken am Ansatz dunkel mit braunen und manchmal rötlich-grauen Haarspitzen, die Bauchseite ist ebenfalls an der Basis dunkel mit blasseren grauen Haarspitzen. Die Länge der Hinterfüße beträgt weniger als die halbe Länge der Schienbeine (Tibiae). Die Unterarmlänge beträgt 34 bis 37 Millimeter, die Flughaut setzt am hinteren, distalen, Ende der Mittelfußknochen an.
Der Schädel besitzt einen runden Hirnschädel. Der oberen Prämolaren stehen vollständig in der Zahnreihe.

## Verbreitung

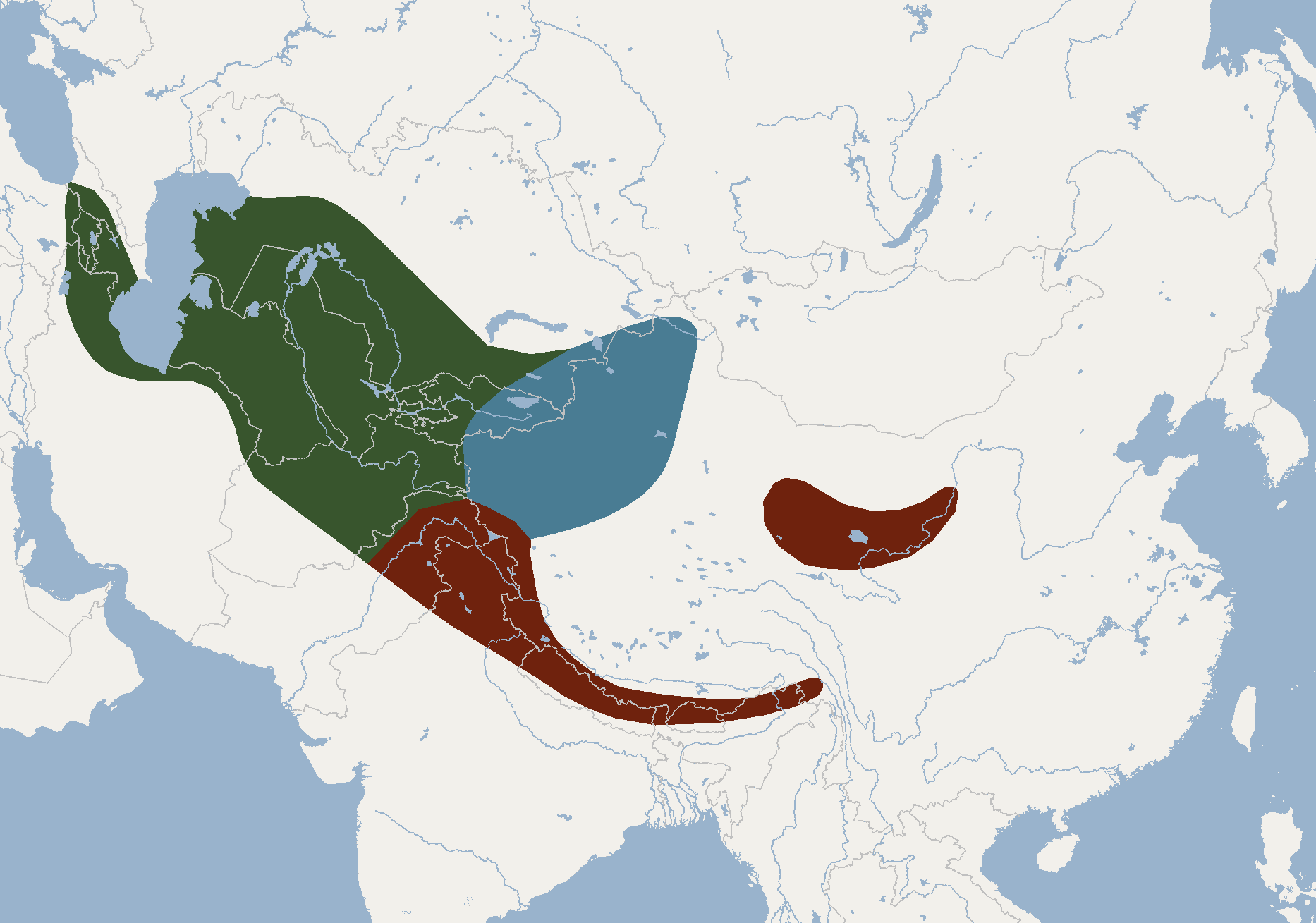
Verbreitungsgebiete der Nepalesischen Bartfledermaus

Die Nepalesische Bartfledermaus kommt vom Iran und dem Kaukasus über weite Teile Zentralasiens bis nach Indien und Nepal sowie Russland und die westliche bis zentrale Volksrepublik China vor. In der Kaukasusregion kommt sie im Norden der Türkei, in Georgien, Armenien, Aserbaidschan und dem nördlichen Iran im Bereich des Kaspischen Meeres vor. In Zentralasien reicht das Verbreitungsgebiet über Turkmenistan, Kasachstan, Usbekistan, Tadschikistan und Kirgisistan. In China ist die Art in Qinghai, Gansu und Xinjiang nachgewiesen. In Indien kommt sie in den Bundesstaaten Himachal Pradesh, Jammu und Kaschmir, Meghalaya und Westbengalen vor.

## Lebensweise
Die Nepalesische Bartfledermaus lebt sowohl im Flachland wie auch in verschiedenen Höhenlagen. Sie kommt in Trockengebieten und Bergregionen vor und lebt in Bergwäldern, Gebüschlandschaften, Wiesen- und in Wüstengebieten. Darüber hinaus ist sie in Südasien in städtischen Gebieten und in Gartenanlagen dokumentiert. Ihre Ruheplätze befinden sich in Felsspalten, zwischen Steinen, in Gebäuden, Höhlen und alten Minen. Wie andere Fledermäuse ernährt sie sich von Insekten, vor allem von Schmetterlingsarten. Sie fliegen nach der Abenddämmerung aus und jagen ihre Beute nahe am Boden im schnellen und kurvenreichen Flug. Die Art legt wahrscheinlich keine regelmäßigen Wanderungen zurück, Populationen können jedoch nach Störungen ihre Ruheplätze verlassen. Die Überwinterung findet in unterirdischen Verstecken statt. Die Fortpflanzung findet einmal im Jahr statt, die Weibchen gebären dabei ein einzelnes Jungtier.

## Systematik
Die Nepalesische Bartfledermaus wird als eigenständige Art den Mausohren (Gattung Myotis) zugeordnet. Die wissenschaftliche Erstbeschreibung stammt von dem Naturforscher George Edward Dobson aus dem Jahr 1871, der sie anhand von Individuen aus Katmandu in Nepal als Vespertilio nipalensis beschrieb. Die Art wurde häufig der Kleinen Bartfledermaus (Myotis mystacinus) zugeordnet. Wahrscheinlich stellt die Art einen Artenkomplex mehrerer voneinander getrennter Arten dar.
Innerhalb der Art werden mit der Nominatform drei Unterarten unterschieden:
- Myotis nipalensis nipalensis
- Myotis nipalensis przewalskii
- Myotis nipalensis transcaspicus

## Gefährdung und Schutz
Die Art wird von der International Union for Conservation of Nature and Natural Resources (IUCN) aufgrund des großen Verbreitungsgebietes und der angenommenen großen Bestände als nicht gefährdet (least concern) eingestuft. Potenzielle bestandsgefährdende Risiken für die Art als Ganzes bestehen nicht, in Teilen Südasiens ist sie wie andere Arten jedoch von Lebensraumverlusten und Störungen sowie Beschädigungen der Ruheplätze betroffen.

## Belege
1. 1 2 3 4 5 6  Don E. Wilson: Nepalese Myotis. In: Andrew T. Smith, Yan Xie: A Guide to the Mammals of China. Princeton University Press, 2008; S. 379, ISBN 978-0-691-09984-2.
2. 1 2 3 4 5 6 7 8  Myotis nipalensis in der Roten Liste gefährdeter Arten der IUCN 2017-3. Eingestellt von: K. Tsytsulina, P. Benda, S. Aulagnier, A.M. Hutson, S. Molur, C. Srinivasulu, 2016. Abgerufen am 2. Februar 2018.
3. 1 2 3  Don E. Wilson & DeeAnn M. Reeder (Hrsg.): Myotis nipalensis in Mammal Species of the World. A Taxonomic and Geographic Reference (3rd ed).